# Ку Єн Джу
Ку Єн Джу (кор. 구용주; 17 липня 1955 — березень 2001) — північнонокорейський боксер, олімпійський чемпіон 1976 року. 

## Аматорська кар'єра
Олімпійські ігри 1976
- 1/16 фіналу. Переміг Фаредіна Ібрагіма (Румунія) 4-1
- 1/8 фіналу. Переміг Цачо Андрейковського (Болгарія) 5-0
- 1/4 фіналу. Переміг Вірахата Сатурнгрума (Таїланд) 5-0
- 1/2 фіналу. Переміг Патріка Кауделла (Велика Британія) 4-1
- Фінал. Переміг Чарльза Муні (США) 5-0

Олімпійські ігри 1980
- 1/8 фіналу. Програв Кшиштофу Коседовському (Польща) 0-3